# Mark Tajmanov
Mark Jevgenjevitj Tajmanov (russisk: Марк Евгеньевич Тайманов, 7. februar 1926 i Kharkiv, Ukrainske SSR, Sovjetunionen - 28. november 2016) var en russisk sovjetisk skakstormester og koncertpianist. Han var i sin bedste tid helt oppe i verdenseliten i skak, men er måske mest kendt for – ligesom danske Bent Larsen – at have tabt en match i kandidatturneringen i 1971 med 0 – 6 til Bobby Fischer på dennes vej til verdensmestertitlen.

## Biografi
Mark Tajmanov blev født i Kharkiv i den ukrainske del af Sovjetunionen, men voksede op i Leningrad, hvor han bl.a. gik på musikskole, hvor han spillede klaver. Gennem musikskolen fik han som 12-årig en stor rolle i en film om Ludwig van Beethoven, hvilket igen førte til, at han kom til at fungere som rundviser for vestlige turister ved indvielsen af Pionerpaladset i byen. Her fortalte, hvordan børn kunne komme og deltage i forskellige aktiviteter efter skoletid, og da han blev spurgt om, hvad han selv ville lave, svarede han "spille skak". Ifølge Mark Tajmanov var drømmen at komme til at træne med den berømte Mikhail Botvinnik, hvilket var en mulighed for de bedste spillere. Mark Tajmanov var en del af "Botvinnik-gruppen" frem til 1941, hvor krigen stoppede aktiviteterne.
Mark Tajmanovs skakkarriere har to toppe: 1950'erne og starten af 1970'erne. I 1950 blev han International Mester og samme år tog han på koncertturne med sin første kone, violinisten Ljubov Bruk, som han havde mødt på konservatoriet og giftet sig med som 19-årig. Turnéen førte dem også til udlandet. En række indspilninger fra denne turné er siden blevet udgivet af Philips og Steinway & Sons i deres Great Pianists of the 20th Century-serie. Mark Tajmanov fortæller, at han aldrig har skiftet mellem skak og musik, men har kørt begge karrierer sideløbende, hvor skakken har været en ferie fra musikken og omvendt, så "...mit liv har været en lang ferie."
I 1952 kvalificerede Tajmanov sig via en delt andenplads interzoneturneringen i Saltsjöbaden til kandidatturneringen i Zürich i 1953. Denne kvalifikation betød også, at han blev stormester. I den stærkt besatte kandidatturnering endte han midt i feltet med 14 points ud af 28 mulige. I 1955 vandt han sovjetmesterskabet efter omkamp med Jurij Averbakh og Boris Spasskij. Tajmanov nåede i sin karriere at deltage i 23 sovjetmesterskaber, en rekord han deler med Efim Geller. Samme år nåede han tredjepladsen i den stærkt besatte Aljechin mindeturnering i Moskva.
I 1960'erne var hans resultater mindre markante – det blev dog bl.a. til en andenplads i Capablanca mindeturneringen i Havanna i 1967. Det var først i 1969, han i kraft af en delt andenplads i sovjetmesterskabet kvalificerede sig til en ny interzoneturnering. I 1970 havde han flere gode resultater: Sejr i Hoogovens-turneringen i Wijk an Zee med 1½ point forspring, del førsteplads i Skopje, og en delt femteplads i interzoneturneringen i Palma de Mallorca, hvilket sikrede ham pladsen i kandidatturneringen.

### Suspenderet efter nederlag
Tajmanov trak Bobby Fischer i kvartfinalen i kandidatturneringen, og selvom spillet ikke var så ulige, endte det med en talmæssigt ensidig forestilling: 6-0 til Fischer. Bl.a. var Tajmanov tvunget til at tage chancer, da han var kommet bagud 2 – 0. Men i Sovjetunionen kunne man ikke forestille, at en stormester kunne lide så stort et nederlag, uden at der var politik involveret og Tajmanov blev derfor suspenderet: Han fik ikke længere løn som stormester (de sovjetiske stormestre var statslønnede, men måtte til gengæld aflevere pengepræmier), måtte ikke rejse til udlandet og blev sat under censur. Disse sanktioner blev først fjernet i 1973, da han – som deltager i den seneste kandidatturnering – var kvalificeret til interzoneturneringen i Leningrad. Tajmanovs sag blev taget op i det sovjetiske kommunistpartis centralkomité, hvor man til slut besluttede at "tilgive" ham.
I Leningrad blev han delt nr. otte, og dermed var hans bedste tid ovre. Han anser selv matchen mod Fischer for karrierens højdepunkt.

## Åbningsvarianter
Mark Tajmanov har fået opkaldt åbningsvarianter efter sig i åbent siciliansk parti, benoni og i nimzoindisk forsvar.